# 糸巻き戦車

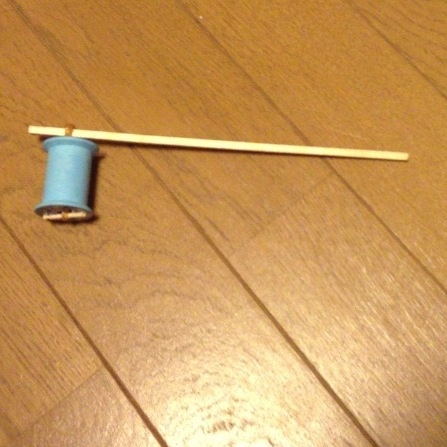
糸巻き、爪楊枝、輪ゴム、割り箸で作った糸巻き戦車

糸巻き戦車（いとまきせんしゃ）は、糸を使い切って空になった糸巻きを廃物利用して作られる玩具。
糸巻きの軸の穴に輪ゴムを通し、輪ゴムの片側をろうそくの切れ端などに通した上で箸ほどの長さの棒を片側が長く突出するように取り付け、反対側には糸巻きの径よりも小さな棒を取り付ける。
棒を回し輪ゴムをねじり上げた状態で地面に置き解放すると、長い方の棒が地面を押さえつつ糸車が回転し走行する。
糸巻きの代わりにカメラのフィルムケースを使用する場合もある。